# Török színházművészet

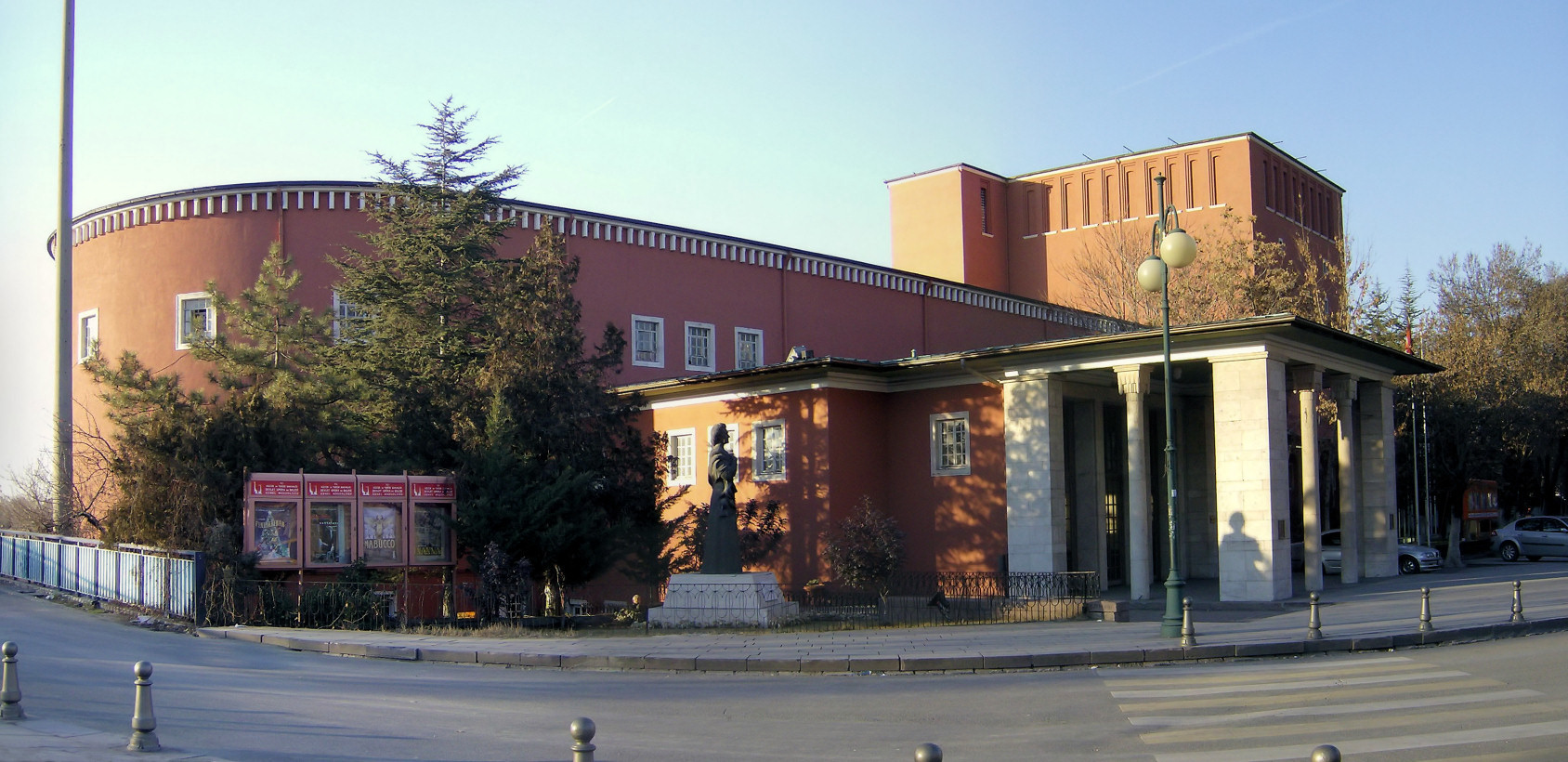
Az Ankarai Állami Operaház épülete

A török színházművészet már az oszmán időkben is a török kultúra része volt. Ekkor még bábszínházakkal, tradicionális török karagöz (árnyjáték) előadásokkal szórakoztatták a közönséget. A szultánok udvarában divatos volt az opera is. A köztársaság kikiáltása után alakultak meg az állami színházak, Atatürk nagy híve volt a nyugati típusú kultúra terjesztésének, így a színházi kultúrát is támogatta.

## Színházi élet
Törökországban élénk a színházi élet, vannak állami színházak és magán színi társulatok. Az állami színházakat az Állami Színházak Intézete (Devlet Tiyatroları) felügyeli. Jelenleg 37 társulat tartozik ide, az ország nagyobb városaiból.  Az intézet célja többek között a török drámaírók segítése, a török színdarabok külföldi népszerűsítése, a színházkultúra terjesztése. Az állami és magánszínházak mellett az egyes városok önkormányzatai is tartanak fenn színházakat. Az állami színházakból sok színész a televízióban is játszik, az egyik legismertebb ilyen színész Levent Kırca. A legjelentősebb drámaírók között tartják számon Ferhat Sensoyt és Orhan Asenát. A színészeket, rendezőket, dramaturgokat, jelmeztervezőket állami konzervatóriumokban képzik.

## Opera
A török opera története egészen az oszmán időkig nyúlik vissza, az Európában népszerű műfaj a szultáni udvart is elérte a 18. században. Giuseppe Verdi néhány operáját például előbb mutatták be Isztambulban, mint Olaszországban. Atatürk köztársaságának első török operáját 1934-ben mutatták be Özsoy címmel. Atatürk támogatta a török zenei életet, megalakult az Elnöki Szimfonikus Zenekar és sorra nyíltak a zeneiskolák és konzervatóriumok. Az 1960-as évekre már nem csak Ankarának volt operatársulata, de Isztambulnak, İzmirnek és később Antalyának is.